# Ormetica metallica
Ormetica metallica là một loài bướm đêm thuộc phân họ Arctiinae, họ Erebidae.